# Kim Ruell
Kim Ruell (Leuven, 27 april 1987) is een Belgische atleet, die zich heeft toegelegd op de middellange afstand, in het bijzonder de 1500 m. Hij heeft zes nationale seniorentitels op zijn naam staan.

## Biografie

### Successen als junior
Voordat Ruell in 2007 zijn eerste titel bij de senioren veroverde, had hij vanaf 2002 in de verschillende jeugdcategorieën al vier individuele nationale titels op zijn naam geschreven, met daarnaast nog een vijftal in estafetteverband.

### Vaste deelnemer EK's veldlopen
Internationale ervaring deed de Boutersemnaar vanaf 2004 op bij de Europese veldloopkampioenschappen, waaraan hij sindsdien jaarlijks deelnam, eerst bij de junioren en sinds 2007 bij de categorie tot 23 jaar. In deze laatste categorie was het in 2008 voor het eerst dat hij de strijd voortijdig moest staken, in Brussel. Op dat moment had hij zijn beste prestatie op dit gebied in 2006 geleverd, toen hij in het Italiaanse San Giorgio su Legnano 22ste werd.

### Eerste EK op de baan
In 2009 nam Ruell deel aan zijn eerste grote baankampioenschap: de Europese kampioenschappen voor atleten onder 23 jaar in het Litouwse Kaunas. Hij werd er op de 1500 m achtste in 3.52,55.
In de winter van 2009-2010 richtte Ruell zich net als vorige jaren op het veldlopen. Het leverde hem enkele goede resultaten op, inclusief een beste prestatie bij de Europese veldloopkampioenschappen in Dublin, waar hij bij de atleten onder 23 jaar op de zeventiende plek eindigde.

### EK 2010 in Barcelona
Vervolgens was in 2010 deelname aan de Europese kampioenschappen in Barcelona Ruells grote doel. Hiervoor liet hij het tweede deel van het veldloop- en indoorseizoen schieten en concentreerde hij zich in de maanden die volgden volledig op het verhogen van zijn basissnelheid op de 1500 m. Op 10 juli 2010 wist hij zich in Kessel-Lo met zijn tijd van 3.38,85 aanzienlijk te verbeteren en voldeed hij aan de limiet voor Barcelona. In de Catalaanse hoofdstad kwam hij met zijn 3.42,94 een halve seconde tekort om zich te kwalificeren voor de finale.

### Clubs
Ruell was lid van Daring Club Leuven Atletiek en was van 1 november 2006 tot 31 oktober 2009 profatleet bij Atletiek Vlaanderen. Sinds 2013 is hij lid van Royal Excelsior SC.

## Belgische kampioenschappen
| onderdeel               | jaar                   |
| ----------------------- | ---------------------- |
| 1500 m                  | 2007, 2008, 2011, 2013 |
| veldlopen (korte cross) | 2008, 2009             |

## Persoonlijke records
Outdoor
| Onderdeel | Prestatie | Datum            | Plaats     |
| --------- | --------- | ---------------- | ---------- |
| 800 m     | 1.49,33   | 23 juli 2008     | Brasschaat |
| 1000 m    | 2.21,39   | 9 mei 2009       | Lisse      |
| 1500 m    | 3.37,62   | 13 juli 2013     | Heusden    |
| 3000 m    | 7.58,71   | 14 augustus 2010 | Kessel-Lo  |

Indoor
| Onderdeel | Prestatie | Datum            | Plaats |
| --------- | --------- | ---------------- | ------ |
| 1500 m    | 3.45,85   | 25 februari 2011 | Metz   |

## Palmares

### 1000 m
- 2008:  Gouden Spike – 2.27,92
- 2009:  Gouden Spike – 2.21,39

### 1500 m
- 2007:  BK AC – 3.52,89
- 2008:  BK AC – 3.57,15
- 2009:  BK AC – 3.43,60
- 2009: 8e EK U23 – 3.52,55 (serie: 3.44,10)
- 2010: 4e BK AC - 3.47,05
- 2010: 8e in reeks EK - 3.42,94
- 2011:  BK AC indoor - 3.46,08
- 2011:  BK AC – 3.48,07
- 2013:  BK AC – 3.54,50
- 2013: 10e Jeux de la Francophonie - 3.58,97
- 2014:  BK AC - 3.53,31
- 2017:  BK AC indoor - 3.56,09

### 5000 m
- 2018:  BK AC – 14.23,11

### 3000 m steeple
- 2016:  BK AC - 9.03,13

### 10 mijl
- 2014:  marathon van Antwerpen - 51.40

### Veldlopen
- 2007:  Crosscup (korte cross)
- 2007: 58e EK EU23 in Toro
- 2008:  Crosscup (korte cross)
- 2008:  BK veldlopen (korte cross)
- 2008: DNF EK EU23 in Brussel
- 2009:  Crosscup (korte cross)
- 2009:  BK veldlopen (korte cross)
- 2009:  Warandeloop (korte cross)
- 2009: 17e EK EU23 in Dublin (8.018 m),  landenklassement
- 2010:  Warandeloop (korte cross = 2000 m) - 5.17
- 2016:  BK in Wachtebeke
- 2017:  BK korte cross in Wachtebeke